# Nadleśnictwo Góra Śląska
Nadleśnictwo Góra Śląska – jednostka organizacyjna Lasów Państwowych podległa Regionalnej Dyrekcji Lasów Państwowych w Poznaniu, której siedziba znajduje się w Górze Śląskiej.
Powierzchnia nadleśnictwa wynosi 22 418,91 ha. Lasy nadleśnictwa położone są na Nizinie Wielkopolskiej na terenie powiatów: górowskiego, trzebnickiego, wołowskiego i rawickiego. Głównym gatunkiem budującym drzewostany nadleśnictwa jest sosna, a najczęstszymi siedliskami siedliska borowe.